# Primorje (parroquia)
Primorje era una župa en la zemlja de Hum, que abarcaba la mayor parte de Bosansko Primorje, con el centro en Slano. La župa formó parte del estado medieval de Bosnia desde 1326 hasta 1399 y limitaba al noroeste con la župa de Žaba, la frontera noreste con la župa de Popovo, al sureste con Dubrovnik, en el suroeste está el mar Adriático y Stonska prevlaka (istmo de Ston). Las características reconocibles son Rijeka Dubrovačka, Zaton, Gruž, Islas (Elifati) y Slansko primorje. En la época del dominio bosnio, los magnates más importantes de esta zona fueron la familia Sanković hasta su caída en 1404.
En 1399, el rey Ostoja vendió la costa de Kuril a Ston (en serbocroata: od Kurila deri do Stona) a los habitantes de Dubrovnik y, por tanto, también la župa de Primorje. Más tarde, el rey de Ostoja libró una guerra con Dubrovnik en 1403-1404 por este motivo, pero no pudo recuperar lo que había cedido. Esto fue confirmado por la paz de Bosnia y Dubrovnik en 1405. Sin embargo, el pueblo de Lisac en la župa de Primorje siguió siendo un tema controvertido en el futuro previsible, que fue planteado por el duque bosnio Sandalj.